# بات كومفورت
بات كومفورت هو سياسي أمريكي، ولد في 1930 في تاكوما في الولايات المتحدة. نشط حزبياً في الحزب الجمهوري. وقد اِنتُخب عضو مجلس نواب واشنطن ‏.